# Nyctemera mckieana
Nyctemera mckieana là một loài bướm đêm thuộc phân họ Arctiinae, họ Erebidae.